# Hainan

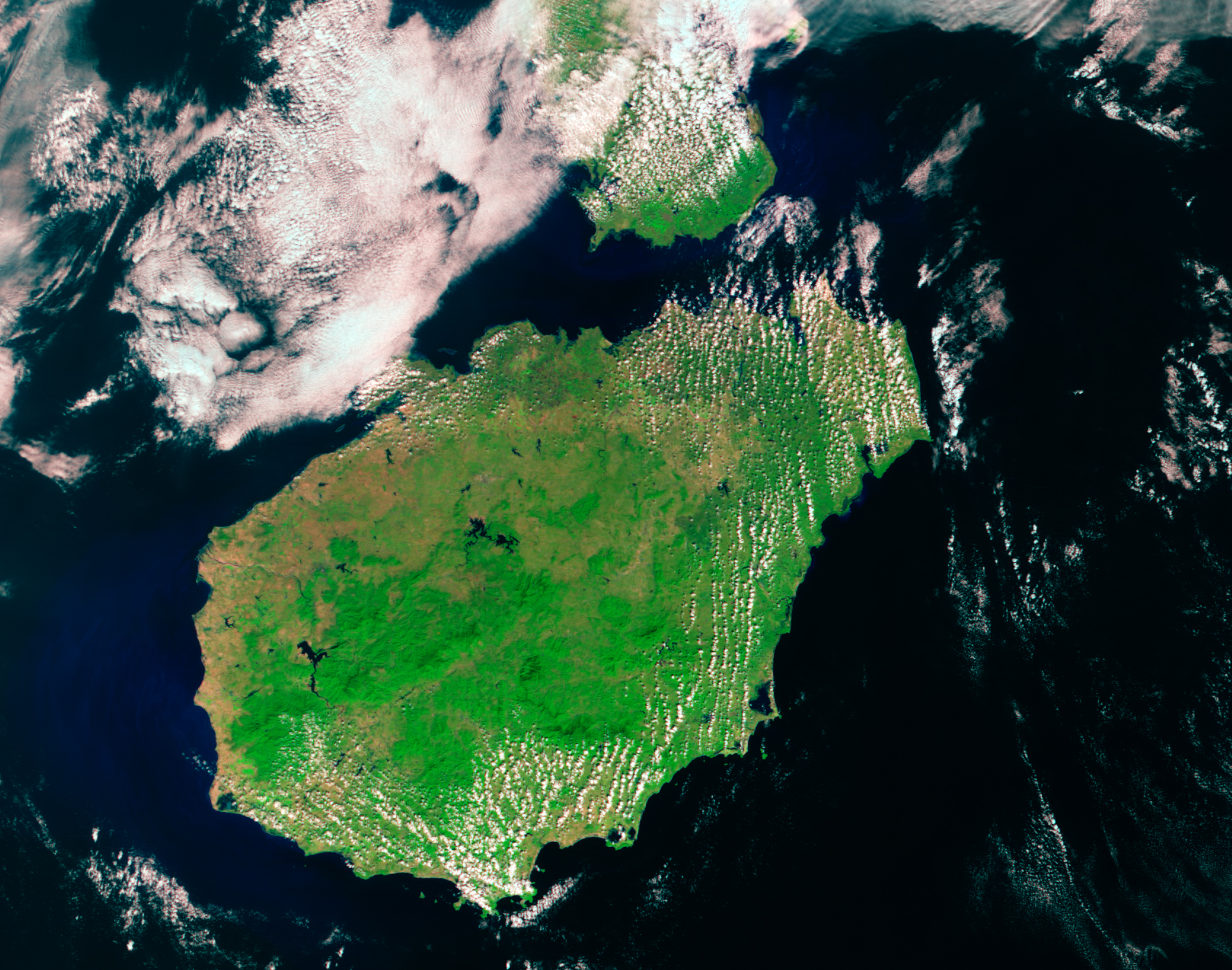
Insula Hainan (vedere din satelit)

Hainan (în chineză: 海南, literal „La sud de Mare [strâmtoarea Qiongzhou]”) este provincia cea mai mică și mai sudică a Republicii Populare Chineze. Numele „Hainan”, de asemenea, se referă la Insula Hainan (海南岛, Hǎinán Dǎo), principala insulă a provinciei. Hainan se află în Marea Chinei de Sud, separată de Peninsula Guangdong Leizhou (la nord) prin îngusta strâmtoare Qiongzhou.

## Descriere
Timp de secole, Insula Hainan a făcut parte din provincia Guangdong, dar în 1988, insula a devenit parte a nou creată provincie Hainan (海南 省, Hǎinán sheng).
Provincia are o suprafață de 33.920 kilometri pătrați și este cea mai sudică provincie a Chinei. Deși acesta cuprinde vreo două sute de insule împrăștiate printre cele trei arhipelaguri de pe coasta de sud, 32.900 kilometri pătrați, 97%  din masa de teren este Insula Hainan, din care provincia își ia numele. Guvernul RPC pretinde teritorii ale provinciei extinse la sud Insulele Spratly, Insulele Paracel, și alte teritorii marine disputate.
Provincia Hainan este cea mai mare zonă economică specială prevăzute de lider chinez Deng Xiaoping la sfârșitul anilor 1980.
Există un total de opt orașe mari și zece judete din provincia Hainan. Haikou pe coasta de nord a insula Hainan este capitala, în timp ce Sanya este o destinație turistică bine-cunoscută de pe coasta de sud. Alte orașe importante sunt Wenchang, Qionghai, Wanning, Wuzhishan, Dongfang și Danzhou.
Hainan, separată prin strâmtoarea Qiongzhou din Peninsula Leizhou de Guangdong, este cea mai mare insulă administrată de către Republica Populară Chineză. Suprafața insulei Hainan (32.900 km2), 97% din provincie, este similară cu cea a Belgiei. În vestul insulei Hainan este Golful Tonkin. Wuzhi Mountain (1.840 m) este cel mai înalt munte de pe insulă.
Insula Hainan măsoară 155 km lungime și 169 km lățime. 

## Râuri și lacuri
Cele mai multe râuri din Hainan provin din zona centrală a insulei și curg radial, în direcții diferite. Râul Wanning în partea de sud a insulei este cel mai mare fluviu din Hainan. Acesta are lungimea de 350 km. Râul Nandu în partea de nord a insulei are lungimea de 314 km și afluentul acestuia, râul Xinwu, are lungimea de 109 km. Râul Changhua în partea de vest are lungimea de 230 km, și râul Wanquan în partea de est are lungimea de 162 km. Evaporarea din timpul sezonului uscat, în jurul zonelor de coastă, reduce semnificativ debitul râurilor.
Există foarte puține lacuri naturale din Hainan. Există un rezervor de apă artificial bine-cunoscut, Songtao, în zona nord-centrală. 

## Mediu
Comparativ cu cele mai multe din China continentală, calitatea aerului din Hainan este mult mai bună. De-a lungul anului 2012, Hainan a avut cea mai bună calitate a aerului în țară pentru 351 zile.
Guvernul provinciei a promovat o campanie de protecție a mediului înconjurător, a luat măsuri împotriva unui număr de activități poluatoare. În cursul anului 2012, unor activități de producție învechite le-au fost revocate autorizațiile de funcționare, iar 175 de cazuri legate de deversare a apelor uzate ilegal au fost oprite.
Totalul emisiilor de dioxid de sulf în provincie au fost 34.000 de tone în 2012, o reducere de 3 la sută de la an la an. În 2011, emisiile de smog s-au redus cu 6,3 la sută până la 15.000 de tone. 

## Climă
Hainan are un climat tropical musonic umed. Schimbarea anuală a temperaturii este într-un interval mai mic de 15°C . Cele mai reci luni sunt ianuarie și februarie, când temperatura scade la 16-21°C , cele mai calde luni sunt iulie și august, iar temperaturile sunt de 25 la 29°C. Cu excepția regiunilor muntoase, în partea centrală a insulei, temperatura medie zilnică în Hainan este de peste 10°C. Vara, în partea de nord este foarte cald și, pentru mai mult de 20 de zile într-un an, temperatura poate fi mai mare de 35°C. Media anuală a precipitațiilor este de 1.500 până la 2.000 mm și pot fi intre 2.400 mm în zonele centrale și de est și 900 de milimetri în zonele de coastă din sud-vest. Partea de est a Hainan se află în calea taifunurilor, și 70% din precipitațiile anuale este derivată din taifunuri și sezonul ploios de vară. Inundații majore apar ca urmare a taifunului care poate provoca multe probleme pentru localnici. 

### Ceață anuală
În ianuarie-februarie, insula Hainan este afectată de ceață densă, în special în zonele de coastă și partea de nord a insulei. Acest lucru este cauzat de aerul rece de iarnă din nord care vine în contact cu marea caldă, provocând umezeală, care se evaporă din mare și se transformă în ceață. Ceața rămâne zi și noapte, și este distribuită uniform. Vizibilitatea poate fi redusă la 50 de metri multe zile la rând. În această perioadă, în mod normal, rezidenții trebuie să țină ferestrele închise. Umezeala din aer este atât de extremă încât pereții din case "plâng", și podelele pot acumula adesea un strat de apă de mai multe milimetri în adâncime.

## Insulele din apropiere
Există mai multe insule mici în jurul insulei principale, Hainan Island:
- Dazhou Island este situat la aproximativ 5 km în largul coastei Wanning
- Haidian Island , pe coasta de nord , este o parte din Haikou City
- Nanwan Monkey Island , în realitate acum este o peninsulă
- Phoenix Island este o insula statiune artificială , în prezent în construcție în Sanya Bay .
- Wuzhizhou Island este situat în Haitang Bay
- Xinbu Island este situat direct la est de Haidian Island

Datorită apropierii lor de aproape de insula principală, flora, fauna și condițiile climatice sunt foarte asemănătoare.

## Orașe
- Wuzhishan 五指山市;
- Qionghai 琼海市;
- Danzhou 儋州市;
- Wenchang 文昌市;
- Wanning 万宁市;
- Dongfang 东方市;
- District Chengmai 澄迈县; capitala: comune mari Jinjiang 金江镇;
- District Ding'an 定安县; capitala: comune mari Dingcheng 定城镇;
- District Tunchang 屯昌县; capitala: comune mari Tuncheng 屯城镇;
- District Lin'gao 临高县; capitala: comune mari Lincheng 临城镇;
- District autonom Changjiang der Li 昌江黎族自治县; capitala: comune mari Shiliu 石砾镇;
- District autonom Baisha der Li 白沙黎族自治县; capitala: comune mari Yacha 牙叉镇;
- District autonom Qiongzhong der Li und Miao 琼中黎族苗族自治县; capitala: comune mari Yinggen 营根镇;
- District autonom Lingshui der Li 陵水黎族自治县; capitala: comune mari Lingcheng 陵城镇;
- District autonom Baoting der Li und Miao 保亭黎族苗族自治县; capitala: comune mari Baocheng 保城镇;
- District autonom Ledong der Li 乐东黎族自治县; capitala: comune mari Baoyou 抱由镇;
- Centru der Xisha-, Nansha- si Zhongsha-Insulele 西南中沙群岛办事处.